# Бубенчик (растение)
Бубе́нчик (лат. Adenóphora) — род цветковых растений семейства Колокольчиковые (Campanulaceae).
Представители рода встречаются в холодных и умеренных районах Евразии, большая часть видов произрастает в Восточной Азии.

## Ботаническое описание
Многолетние травы с прямым стеблем и утолщёнными корнями.
Листья очерёдные или мутовчатые.
Соцветия кистевидные или метельчатые. Чашечка пятираздельная. Венчик неглубоко разделённый на пять лопастей, колокольчатый, трубчато-колокольчатый или воронковидный. Тычинки свободные, с прямыми  перепончатыми и сильно ресничатыми нитями и удлинёнными пыльниками. Столбик, обыкновенно, заметно выставляющийся или же равный венчику, в молодости, сверху опушённый мелкими волосками, позднее голый. Рлц. трехраздельное. Завязь трёхгнездная.
Плод — коробочка, открывающаяся в нижней части тремя створками или порами. Семена яйцевидные, сплюснутые.

## Химический состав
Корни представителей рода бубенчик содержат полигидроксилированные пирролидиновые алкалоиды (аденофорин, 1--дексиаденофорин, 5-деоксиаденофорин), обладающие противовирусной активностью. В корнях Adenophora lilfolia содержатся хинолизидиновые алкалоиды (лупанин, термопсин, анагирин).
Корни содержат тритерпеновые соединения - тритерпеновые сапонины, кампестерол, лупенон.

## Хозяйственное значение и применение
Корни бубенчика лилиелистного применяются в восточной медицине при лечении лёгочных заболеваний. Сапонины, содержащиеся в корнях, обладают противогрибковыми и антибактериальными свойствами, полисахариды — противоязвенным, ранозаживляющим, противовоспалительным действием, участвуют в регуляции иммунитета, повышают устойчивость к возбудителям инфекционных заболеваний, способствуют лучшему усвоению кальция, железа и фосфора.
Сырье корней бубенчика официнально заготовляется в Корее и Китае.

## Классификация

### Таксономия
Род Бубенчик входит в подсемейство Колокольчиковые (Campanuloideae) семейства Колокольчиковые (Campanulaceae) порядка Астроцветные (Asterales).
|  |                                      |  |                                                             |                                                             |                           |  | ещё 12 семейств (согласно Системе APG II) | ещё 12 семейств (согласно Системе APG II)    |                                              |  |                |  | ещё 47 родов | ещё 47 родов |  |
|  |                                      |  |                                                             |                                                             |                           |  | ещё 12 семейств (согласно Системе APG II) | ещё 12 семейств (согласно Системе APG II)    |                                              |  |                |  | ещё 47 родов | ещё 47 родов |  |
|  |                                      |  |                                                             | порядок Астроцветные                                        |                           |  |                                           |                                              | подсемейство Колокольчиковые                 |  |                |  |              |              |  |
|  |                                      |  |                                                             | порядок Астроцветные                                        |                           |  |                                           |                                              | подсемейство Колокольчиковые                 |  | около 50 видов |  |              |              |  |
|  | отдел Цветковые, или Покрытосеменные |  |                                                             |                                                             | семейство Колокольчиковые |  |                                           |                                              | род Бубенчик                                 |  |                |  |              |              |  |
|  | отдел Цветковые, или Покрытосеменные |  |                                                             |                                                             |                           |  |                                           |                                              |                                              |  |                |  |              |              |  |
|  |                                      |  | ещё 44 порядка цветковых растений (согласно Системе APG II) | ещё 44 порядка цветковых растений (согласно Системе APG II) |                           |  |                                           | ещё 2 подсемейства (согласно Системе APG II) | ещё 2 подсемейства (согласно Системе APG II) |  |                |  |              |              |  |
|  |                                      |  |                                                             | ещё 44 порядка цветковых растений (согласно Системе APG II) |                           |  |                                           |                                              | ещё 2 подсемейства (согласно Системе APG II) |  |                |  |              |              |  |

### Виды
По информации базы данных The Plant List, род включает 62 вида:
- Adenophora amurica C.X.Fu & M.Y.Liu
- Adenophora brevidiscifera D.Y.Hong
- Adenophora capillaris Hemsl.
- Adenophora changaica Gubanov & Kamelin
- Adenophora coelestis Diels
- Adenophora contracta (Kitag.) J.Z.Qiu & D.Y.Hong
- Adenophora cordifolia D.Y.Hong
- Adenophora divaricata Franch. & Sav.
- Adenophora elata Nannf.
- Adenophora erecta S.Lee, Joongku Lee & S.Kim
- Adenophora fusifolia Y.N.Lee
- Adenophora gmelinii (Biehler) Fisch. — Бубенчик Гмелина
- Adenophora golubinzevaeana Reverd. — Бубенчик Голубинцевой
- Adenophora grandiflora Nakai
- Adenophora hatsushimae Kitam.
- Adenophora himalayana Feer — Бубенчик гималайский
- Adenophora hubeiensis D.Y.Hong
- Adenophora × izuensis H.Ohba & S.Watan.
- Adenophora jacutica Fed. — Бубенчик якутский
- Adenophora jasionifolia Franch.
- Adenophora kayasanensis Kitam. — Бубенчик Ламарка
- Adenophora khasiana (Hook.f. & Thomson) Oliv. ex Collett & Hemsl.
- Adenophora koreana Kitam.
- Adenophora lamarckii Fisch.
- Adenophora liliifolia (L.) A.DC. — Бубенчик лилиелистный
- Adenophora liliifolioides Pax & K.Hoffm.
- Adenophora lobophylla D.Y.Hong
- Adenophora longipedicellata D.Y.Hong
- Adenophora maximowicziana Makino
- Adenophora micrantha D.Y.Hong
- Adenophora morrisonensis Hayata
- Adenophora nikoensis Franch. & Sav.
- Adenophora ningxianica S.Ge & D.Y.Hong
- Adenophora palustris Kom.
- Adenophora pereskiifolia (Fisch. ex Schult.) G.Don — Бубенчик широколистный
- Adenophora petiolata Pax & K.Hoffm.
- Adenophora pinifolia Kitag.
- Adenophora polyantha Nakai
- Adenophora potaninii Korsh.
- Adenophora probatovae A.E.Kozhevn.
- Adenophora racemosa J.Lee & S.Lee
- Adenophora remotidens Hemsl.
- Adenophora remotiflora (Siebold & Zucc.) Miq.
- Adenophora rupestris Reverd. — Бубенчик скальный
- Adenophora rupincola Hemsl.
- Adenophora sajanensis Stepanov
- Adenophora sinensis A.DC.
- Adenophora stenanthina (Ledeb.) Kitag. — Бубенчик узкоцветковый
- Adenophora stenophylla Hemsl.
- Adenophora stricta Miq.
- Adenophora sublata Kom. — Бубенчик широковатый
- Adenophora takedae Makino
- Adenophora taquetii H.Lév.
- Adenophora tashiroi (Makino & Nakai) Makino & Nakai
- Adenophora taurica (Sukaczev) Juz. — Бубенчик крымский
- Adenophora trachelioides Maxim.
- Adenophora tricuspidata (Fisch. ex Schult.) A.DC. — Бубенчик трёхконечный
- Adenophora triphylla (Thunb.) A.DC. typus
- Adenophora uryuensis Miyabe & Tatew.
- Adenophora wilsonii Nannf.
- Adenophora wulingshanica D.Y.Hong
- Adenophora xifengensis (P.F.Tu & Y.S.Zhou) P.F.Tu & Y.S.Zhou